# Franz-Josef Gräff
Franz-Josef Gräff (* 20. Dezember 1918 in Pfalzfeld im Rhein-Hunsrück-Kreis; † 15. Mai 2012 in St. Wendel) war ein deutscher Bürgermeister und Autor landeskundlicher Beiträge.

## Leben
Nach dem Abitur am Kant-Gymnasium Boppard wurde Franz-Josef Gräff zum Reichsarbeitsdienst einberufen, musste anschließend Kriegsdienst leisten und kam in sowjetische Kriegsgefangenschaft. Nach seiner Entlassung erhielt er bei der Amtsverwaltung Kastellaun eine Anstellung als Volontär. Nach Abschluss eines Studiums an der rheinischen Verwaltungsschule erhielt er das Diplom Verwaltungswirt.
Am 10.  März 1949 folgte seine Wahl zum Amtsbürgermeister von Pferdsfeld im oberfränkischen Landkreis Lichtenfels. Dieses Amt übte er bis November 1956 aus, als er seinen Dienst als Bürgermeister der Kreisstadt St. Wendel antrat. In seiner Amtszeit, die bis zum Jahresende 1973 (Inkrafttreten der Gebietsreform) dauerte, hat er  zahlreiche Verdienste erworben.
Gräff war Mitglied der CDU.
Er wurde am  18. Mai 2012 auf dem Friedhof St. Wendel bestattet.

## Öffentliche Ämter
- 1957–1993  Vorsitzender des DRK-Ortsvereins St. Wendel
- 1961 Präsident der  „Theatergemeinschaft für Stadt und Kreis St. Wendel“
- 1968–1977 Aufsichtsratsmitglied der St. Wendeler Volksbank
- Präsident des Verkehrsvereins St. Wendel
- 1974–1985 Direktor des Hospitals St. Wendel
- 1980–1989 Vorstandsmitglied des Historischen Vereins für die Saargegend

## Ehrungen und Auszeichnungen
- Dezember 1993  Bürgermedaille der Stadt St. Wendel
- Ehrenzeichen des Deutschen Roten Kreuzes
- 10. November 2003 Ehrenvorsitzender der Theatergemeinschaft

## Schriften
- 1980 525 Jahre Hospital St. Wendel
- 1993 Kreisphysikus Dr. Johannes Staub. Ein St. Wendeler Arzt und Kommunalpolitiker
- 1. Dezember 2005 „Die St. Wendeler Bürgermeister in preußischer Zeit“
- ab 1961 Veröffentlichungen im St. Wendeler Heimatbuch
- Zahlreiche landeskundliche Publikationen